# Giorgio Agamben
Giorgio Agamben (né le 22 avril 1942 à Rome) est un philosophe italien, spécialiste de la pensée de Walter Benjamin, de Martin Heidegger, de Carl Schmitt et d'Aby Warburg ; il est particulièrement tourné vers l'histoire des concepts, surtout en philosophie médiévale et dans l'étude généalogique des catégories du droit et de la théologie. La notion de biopolitique, empruntée à Foucault, est au cœur de nombre de ses ouvrages.

## Biographie
Né en 1942 à Rome, Giorgio Agamben fait des études de droit et de philosophie, avant de rédiger une thèse sur Simone Weil (1965), puis de participer, en tant que post-doctorant, en 1966 et 1968, au Thor, aux séminaires de Heidegger sur Hegel et Héraclite.
Dans les années 60, il fréquente Elsa Morante, Pier Paolo Pasolini (sous la direction duquel il est l'apôtre Philippe dans L'Évangile selon saint Matthieu en 1964), Ingeborg Bachmann, etc. En 1974, à Paris, et lorsqu'il est enseignant à l'Université de Haute-Bretagne, il fréquente Pierre Klossowski, Guy Debord, Italo Calvino, et d'autres. En 1975, il enseigne à Londres. De 1986 à 1993, il tient un séminaire au Collège international de philosophie de Paris, fondé par Jean-Luc Nancy, Jacques Derrida et Jean-François Lyotard.
Après avoir enseigné successivement à l'université de Macerata et à l'université de Vérone, Giorgio Agamben devient en 2003 professeur d'Esthétique à l'université IUAV de Venise. Il démissionne de l'enseignement universitaire italien en 2009.
Giorgio Agamben est un grand lecteur de Walter Benjamin et de Jacob Taubes, dont il a édité en Italie les œuvres complètes. Après sa formation avec et autour de Heidegger, l'œuvre de Michel Foucault constitue pour lui une référence, œuvre dont il fournit une lecture très personnelle. Parmi les autres philosophes ayant influencé ses travaux, on peut citer J. Derrida, Guy Debord, H. Arendt, l'historien de l'art Aby Warburg (il travailla à la bibliothèque de l'Institut Warburg en 1974-75), Carl Schmitt ou encore Nietzsche. Il s'appuie en outre sur les travaux de nombreux autres champs, dont en particulier l'histoire du droit, la théologie (évoquant régulièrement la mystique juive ou chrétienne), et l'histoire de l'art.
Ses ouvrages abordent des questions assez diverses, concernant la biopolitique, le langage, la théologie de Paul de Tarse sous l'influence des travaux de Taubes, l'animal et l'homme, dans la ligne de Heidegger, le désir, les passions, d'après Aristote et Freud. Mais aussi sur 
Georges Bataille, Furio Jesi, Enzo Melandri.
En 2006, Giorgio Agamben a reçu le prestigieux Prix européen de l'essai Charles Veillon pour l’ensemble de son œuvre.
Il intervient régulièrement en organisant des séminaires à l'université Paris VIII (Vincennes–Saint-Denis) : en 2011 où il propose un séminaire intitulé « Je le veux. Je l'ordonne. Archéologie du commandement et de la volonté. »
En 2012, il reçoit la Laurea honoris causa en théologie de l'Université de Fribourg.
Il collabore à diverses revues philosophiques, dont aut aut (it), Cultura tedesca (it).
En 2018, il reçoit le Prix Nonino (it) "Maestro del nostro tempo".
Sa grande œuvre est Homo sacer.

## Philosophie politique
Giorgio Agamben développe une philosophie politique, amorcée dans sa trilogie Homo Sacer. Il examine la notion d'« état d'exception », la question du droit et du dépassement du droit par le souverain en commentant la controverse Carl Schmitt-Walter Benjamin à ce sujet (Homo Sacer. I, Le pouvoir souverain et la vie nue). Il défend l'idée que l'état d'exception est, dans les démocraties occidentales modernes, ontologiquement indiscernable de la situation « normale »,  de la même manière que dans les Etats totalitaires du milieu du XXème siècle. Ce concept de situation « normale » est repris des Thèses sur la philosophie de l'histoire de Benjamin. De Michel Foucault, il reprend le thème de la biopolitique développé dans le tome I de l'Histoire de la sexualité, soit l'ambition, qui est celle du pouvoir contemporain, d'intervenir jusque dans la vie biologique des individus (dans le sens même de zoé, ou « vie nue ») et de gérer les citoyens comme de simples vivants. La dimension corporelle, essentiellement biologique de l'homme serait alors dominante dans son rapport à l'Etat et non plus sa dimension individuelle (ce qui en fait un être unique avec sa propre conscience et ses propres expériences). Ce faisant il établit une ligne de continuité entre la conception de la politique des nazis et celle de l'Occident contemporain, notamment dans Moyens sans fins, où il analyse le camp comme « l'espace biopolitique le plus absolu », dans la mesure où l'homme y essaie de réduire l'homme à une pure « vie nue ». Les interrogations sur le nazisme sont au cœur de ses préoccupations, et l'ont aussi conduit à questionner la notion de témoignage en problématisant celle-ci, après les travaux de J.-F. Lyotard, à la lumière du débat soulevé par l'émergence du négationnisme (Homo sacer. III, Ce qui reste d'Auschwitz : l'archive et le témoin).

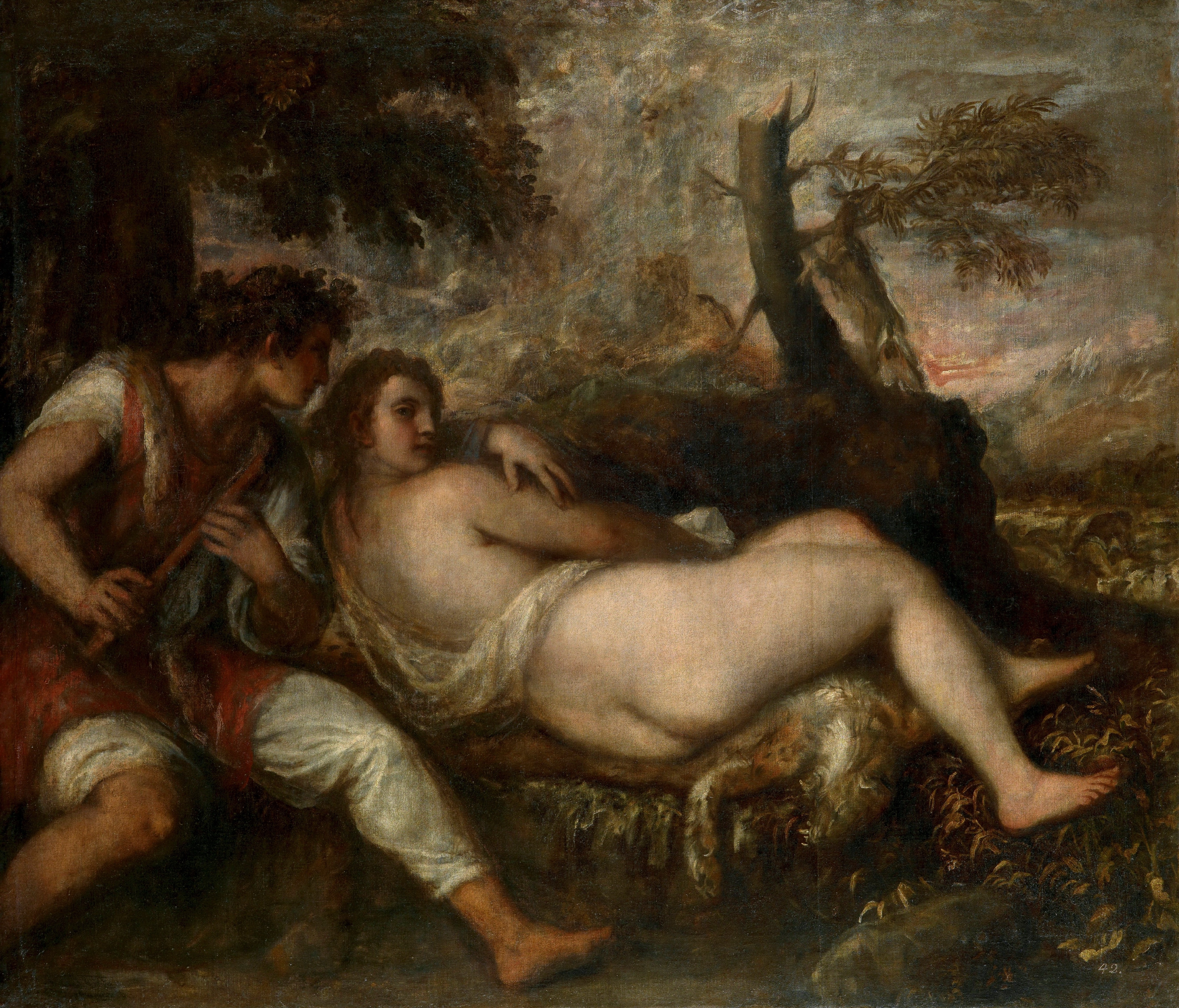
La Nymphe et le Berger, tableau du Titien commenté dans L'Ouvert. De l'homme à l'animal.

Dans L'Ouvert : de l'homme à l'animal (2002), il enquête sur ce qu'il appelle le « dispositif anthropogénique » constituant l'humanité de l'homme par différence avec l'animal, cette frontière passant au sein de l'homme lui-même via la distinction aristotélicienne entre « vie végétative », « vie animale » et « vie contemplative ». Commentant tour à tour Kojève, Bataille, Guillaume de Paris, Thomas d'Aquin, von Uexküll, Heidegger, Walter Benjamin, le gnostique Basilide et Titien, il s'interroge ainsi sur la constitution de ce dispositif et son avenir à l'âge de la biopolitique.
Cette lecture de Foucault, à la lumière de Schmitt et de Heidegger, ainsi que son insistance à s'attacher au thème de la « vie nue » (zoé [ζωή], par contraste avec bios [βίος]), ont donné lieu à de très vifs débats avec les foucaldiens, et plus généralement avec tous ceux qui appréhendent le thème de la biopolitique de manière politique, pour lesquels G. Agamben renaturalise le politique tout en en faisant une instance du négatif ou, au mieux, un « reste » [réf. nécessaire].

## Œuvres
- Stanze : parole et fantasme dans la culture occidentale, traduit par Yves Hersant, Paris, Christian Bourgois, 1981 (réédition augmentée d'une préface, Paris, Payot & Rivages, 1994)
- La Fin de la pensée, traduit par Gérard Macé, Paris, Nouveau Commerce, 1982 (reprise du texte publié dans la revue Le nouveau commerce no 53-54, Paris, automne 1982)
- Enfance et Histoire, traduit par Yves Hersant, Paris, Payot, 1989, 2000
- Le Langage et la mort, traduit par Marilène Raiola, Paris, Christian Bourgois, 1997
- Idée de la prose, traduit par Gérard Macé, Paris, Christian Bourgois, 1988 (réédition poche chez le même éditeur, collection "Titre", 1998)
- La Communauté qui vient : théorie de la singularité quelconque, traduit par Marilène Raiola, Paris, Éditions du Seuil, 1990.
- Moyens sans fins, Paris, Payot & Rivages, 1995
- Bartleby, ou La création, traduit par Carole Walter, Saulxures, Circé, 1995
- L'Homme sans contenu, traduit par Carole Walter, Saulxures, Circé, 1996
- Homo Sacer. I, Le pouvoir souverain et la vie nue, traduit par Marilène Raiola, Paris, Éditions du Seuil, 1997
- Image et Mémoire, traduit par Gilles A. Tiberghien, Éditions Hoebeke, 1998
- Homo Sacer. III, Ce qui reste d'Auschwitz : l'archive et le témoin, traduit par Pierre Alfieri, Paris, Payot & Rivages, 1999
- Le Temps qui reste : un commentaire de l'Épître aux Romains, traduit par Judith Revel, Paris, Payot & Rivages, 2000
- La Fin du poème, traduit par Carole Walter, Saulxures, Circé, 2002
- L'Ouvert : de l'homme et de l'animal, traduit par Joël Gayraud, Paris, Payot & Rivages, 2002
- Homo Sacer. II, 1, État d'exception, traduit par Joël Gayraud, Paris, Éditions du Seuil, 2003
- L'Ombre de l'amour : le concept d'amour chez Heidegger (avec Valeria Piazza), traduit par Joël Gayraud et Charles Alunni, Paris, Payot & Rivages, 2003
- Profanations, traduit par Martin Rueff, Paris, Payot & Rivages, 2005, Prix européen de l'essai Charles Veillon 2006 (également décerné pour l'ensemble de son œuvre[6])
- La Puissance de la pensée : essais et conférences, traduit par Joël Gayraud et Martin Rueff, Paris, Payot & Rivages, 2006
- Qu'est-ce qu'un dispositif?, traduit par Martin Rueff, Paris, Payot & Rivages, 2007
- L'Amitié, traduit par Martin Rueff, Paris, Payot & Rivages, 2007
- Signatura rerum : sur la méthode, traduit par Joël Gayraud, Paris, Vrin, 2008
- Qu'est-ce que le contemporain ?, traduit par Maxime Rovere, Paris, Payot & Rivages, coll. « Petite Bibliothèque », 2008 (repris in Nudités)
- Homo Sacer. II, 2, Le Règne et la gloire, traduit par Joël Gayraud et Martin Rueff, Paris, Éditions du Seuil, 2008[7]
- Homo Sacer, II, 3, Le Sacrement du langage archéologie du serment), traduit par Joël Gayraud, Paris, Vrin, coll. « Bibliothèque des textes philosophiques – Poche », 2009
- Nudités, traduit par Martin Rueff, Paris, Payot & Rivages, coll. « Bibliothèques rivages », 2009
- Homo Sacer. IV, 1, De la très haute pauvreté : règles et forme de vie, traduit par Joël Gayraud, Paris, Payot & Rivages, 2011
- Homo Sacer. II, 5, Opus Dei: archéologie de l'office, traduit par Martin Rueff, Paris, Éditions du Seuil, coll. « L'ordre philosophique », 2012
- Qu'est-ce que le commandement ?, traduit par Joël Gayraud, Paris, Payot & Rivages, 2013
- Pilate et Jésus, traduit par Joël Gayraud, Paris, Payot & Rivages, coll. « Bibliothèque Rivages », 2014
- Homo Sacer II, 4, La Guerre civile : pour une théorie politique de la stasis, traduit par Joël Gayraud, Paris, Points, 2015
- Homo Sacer, IV, 2, L'Usage des corps, traduit par Joël Gayraud, Paris, Éditions du Seuil, coll. « L'ordre philosophique », 2015
- Le Feu et le récit, traduit par Martin Rueff, Paris, Payot & Rivages, 2015
- L'Aventure, traduit par Joël Gayraud, Paris, Payot & Rivages, août 2016 http://www.edizioninottetempo.it/it/foreign-rights/book/i/-244
- Qu'est ce que la philosophie?, Paris, Editions Galilée, coll. "La philosophie en effet", octobre 2016
- Homo Sacer : L'intégrale (1998-2015), (regroupement des 9 volumes composant l'ouvrage Homo Sacer), Le Seuil, collection Opus, Paris, 2016, 1 370 pages  (ISBN 978-2-02-11-5418-4)
- Polichinelle ou Divertissement pour les jeunes gens en quatre scènes, traduit par Martin Rueff, Paris, Éditions Macula, coll. La littérature artistique, mars 2017
- Le Mystère du mal. Benoît XVI et la fin des temps, traduit par Joël Gayraud, Paris, Bayard, 2017
- Autoportrait dans l'atelier, traduit par Cyril Béghin, Paris, L'Arachnéen, 2017
- Karman. Court traité sur l'action, la faute et le geste, traduit par Joël Gayraud. Paris, Éditions du Seuil, 2018
- (Avec Jean-Baptiste Brenet) Intellect d’amour, traduit par Jean-Baptiste Brenet, Lagrasse, Verdier, 2018
- Création et anarchie. L'œuvre à l'âge de la religion capitaliste, traduit par Joël Gayraud, Paris, Rivages, 2019
- Le Royaume et le Jardin, traduit par Joël Gayraud, Paris, Rivages, 2020
- Quand la maison brûle, traduit par Léo Texier, Paris, Rivages, 2021
- La folie Hölderlin. Chroniques d’une vie habitante (1806-1843) traduit par Jean-Christophe Cavallin, Paris, Armand Colin, 2022
- Ce que j'ai vu, entendu, appris..., traduit par Martin Rueff, Marseille, Nous (Antiphilosophique), 2024

## Préfaces, articles et postfaces
(janvier 2025).
- Préface à Philosophes à vendre et autres écrits de Lucien, Paris, Payot, juin 1992
- Postface à Exil de Toni Negri, Paris, Mille et une nuits, 1998
- Préface à Mes poèmes ne changeront pas le monde de Patrizia Cavalli, Paris, des femmes Antoinette Fouque, 2007 (Editions bilingue)
- Introduction à La fête et la machine mythologique de Furio Jesi (traduction de Fabien Vallos), Paris, MIX, 2008
- Que l’Empire latin contre-attaque !, 2013.
- Vers une théorie de la puissance destituante, été 2013.
- « Principia Hermenéutica » et « Sur l'écriture des préambules », deux articles traduits par Joël Gayraud, publiés in Critique n° 836-837, janvier-février 2017
- Préface à La Personne et le Sacré de Simone Weil, Paris, Rivages, 2017.
- Contagion & Phase 2, 20 avril 2020.
- Biosécurité et politique, 11 mai 2020.
- Qu’est-ce que la peur ?, 13juillet 2020.
- Un pays sans visage, 8 octobre 2020.
- Préface à Peur de la liberté de Carlo Levi, Bordeaux, Éditions la Tempête, 2021.
- Postface à Faire Face. Le Visage et la crise sanitaire de Martin Steffens et Pierre Dulau, Paris, Éditions Première Partie, 2021.
- Une communauté dans la société, Quodlibet, 2021[8].
- Discours au Sénat le 7 octobre 2021[9].
- Discours à la conférence des étudiants vénitiens contre le pass vert, le 11 novembre 2021[10].
- Anges et démons, le 4 août 2022.
- La troisième guerre mondiale n’est pas encore terminée, 5 septembre 2022.
- Les sept parties de la nuit, 16 septembre 2022.
- Pardonne-nous nos dettes, 28 septembre 2022.
- État et anomie. Considérations sur l’antéchrist, 19 octobre 2022.
- Le complice et le souverain
- La vérité et le nom de Dieu, 5 décembre 2022.
- Liberté et insécurité, 8 décembre 2022
- La guerre atomique et la fin de l’humanité, 7 octobre 2022.
- Technologie et gouvernement, 2 janvier 2023.
- Le lieu de la politique, 9 janvier 2023.
- Sur l’anarchie aujourd’hui, 26 février 2023.
- Les deux visages du pouvoir, 8 mars 2023.
- Les deux visages du pouvoir II : politique et économie, 13 mars 2023
- Les deux faces du pouvoir III : le royaume et le gouvernement, 15 mars 2023.
- Les deux visages du pouvoir IV : anarchie et politique, 17 mars 2023.

## Acteur
- L'Évangile selon saint Matthieu, de Pier Paolo Pasolini, Arco film - Lux Compagnie, 133 minutes, 1964 (Giorgio Agamben joue le rôle de Philippe)